# خب الجطيلي
خب الجطيلي هي منطقة ريفية سكنية تقع داخل حدود مدينة بريدة  من الجهة الجنوبية الغربية توجد على امتداد شارع القناة ببريدة. والجطيلي اسرة معروفة من اهل بريدة وعنيزة وقصيعة وهم من الحسنة من عنزة
 الخب  : هو مفرد خبوب والخبوب في اصطلاح أهل القصيم هي كثبان رملية ممتدة شمالاً وجنوباً وتكون بينها أراضٍ طينية زراعية ممتدة مع امتداد الكثبان الرملية.
حدود  خب الجطيلي  :
1. يحد الخب من الشمال حي الخليج وشارع القناة ومقبرة جامع الشيخ محمد بن عبد الوهاب.
2. يحد الخب من الشرق طريق الناصرية.
3. يحد الخب من الغرب نفود البريكة.
4. يحد الخب من الجنوب الدائري الداخلي الجنوبي.